# Sarah Chang

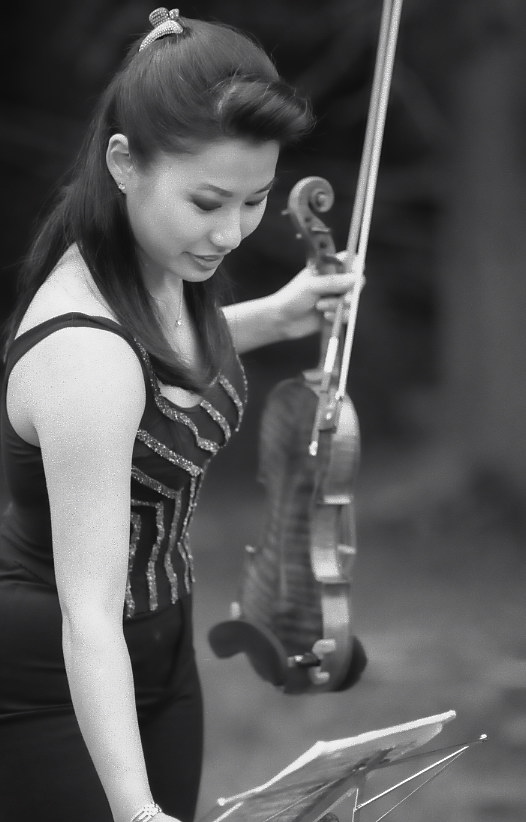

Sarah Chang (Philadelphia, USA, 9 december 1980) is een Koreaans-Amerikaanse violiste.
Sarah studeerde aan de Juilliard School in New York bij Dorothy Delay.
Ze staat onder contract bij het label EMI Group.
Ze bespeelt een instrument van Guarneri.
Ze heeft verscheidene prestigieuze muziekprijzen ontvangen, waaronder de Gramophone Award, Nan Pa Award, Avery Fisher Award.

## Discografie
- 1992 Debut. Werken van  Sarasate, Elgar en Paganini
- 1993 Johannes Brahms: Ungarische Tänze 1, 2, 4 7/Peter Tsjaikovski: Vioolconcert op 35. Dirigent: Colin Davis
- 1996 Édouard Lalo: Symphonie Espagnole, Koninklijk Concertgebouworkest / Henri Vieuxtemps: Vioolconcert nr. 5., Philharmonia Orchestra
- 1997 Simply Sarah (USA)
- 1998 Felix Mendelssohn Bartholdy, Jean Sibelius: Vioolconcerten. Orkest: Berliner Philharmoniker, Dirigent: Mariss Jansons
- 1999 Sweet Sorrow. Werken van Vitali, Gluck, Brahms, Lalo, Vieuxtemps, Paganini, Jean Sibelius, Liszt, Tsjaikovski, Saint-Saëns, diverse orkesten, dirigenten, begeleiders
- 1999 Richard Strauss: Vioolconcert en Vioolsonate. Symphonieorchester des Bayerischen Rundfunks, dirigent en piano: Wolfgang Sawallisch
- 2000 Karl Goldmark: Vioolconcert op. 29. orkest: Gürzenich-Orchester, dirigent: James Conlon
- 2001 Fire and Ice. Werken van Pablo de Sarasate, Massenet, Ravel, Beethoven, J. S. Bach, orkest: Berliner Philharmoniker, Dirigent: Plácido Domingo
- 2002 Antonin Dvorak, Peter Tsjaikowski: Strijksextetten
- 2003 Classical Legends. Compilatie met Sarah Chang en andere musici
- 2004 Franse Vioolsonates.  piano: Lars Vogt
- 2004 Ralph Vaughan Williams: Symfonieën. Disc 4: The Lark Ascending. Dirigent: Bernard Haitink
- 2005 Meesterwerken van de Kamermuziek. Compilatie met Sarah Chang en andere musici, 3 cd's
- 2005 Andrew Lloyd Webber: Phantasy/Woman in White.
- 2006 Dmitri Sjostakovitsj: Vioolconcert Nr. 1/Sergej Prokofjev: Vioolconcert nr. 1. Orkest: Berliner Philharmoniker, Dirigent: Simon Rattle
- 2007 Vivaldi:De Vier Jaargetijden

- Bibsys: 3025407
- Biblioteca Nacional de España: XX4908260
- Bibliothèque nationale de France: cb13971427z (data)
- CiNii: DA12182313
- Gemeinsame Normdatei: 133830705
- International Standard Name Identifier: 0000 0001 1437 0465
- Library of Congress Control Number: no94027103
- MusicBrainz: f526919e-d371-4ff9-88a2-0055f997be4c
- Nationale Bibliotheek van Tsjechië: xx0098496
- Nationale bibliotheek van Australië: 40820452
- Nationale Bibliotheek van Israël: 987007295041805171
- Nationale Bibliotheek van Polen: a0000002562295
- Nationale en Universitaire bibliotheek Zagreb: 000660831
- Nederlandse Thesaurus van Auteursnamen: 102614210
- Réseau des bibliothèques de Suisse occidentale: 02-A003094751
- SNAC: w69039cd
- Système universitaire de documentation: 08348907X
- Trove: 1449281
- Virtual International Authority File: 5125462
- WorldCat: E39PBJmTthvHqv6rDwwcQKqJDq